# プレトリウス家
プレトリウス家またはプレトリウス一族（Praetorius [prɛˈtoːriʊs]）は、16世紀半ばから17世紀前半にかけて続いた、ドイツの音楽家一族である。
近代初期においてドイツでは、教養階層の間でラテン語系の姓を名乗るのが流行った。プレトリウスは、シュルツェ（"Schulze" ）姓やシュルトハイス（"Schultheiß" ）姓の人たちに用いられた。シュルツェもシュルトハイスも、いずれも「村長」という意味である。ラテン語でプレトル"Praetor" とは、「前進する人、統率する人」の意味であり、プレトリウスは上級官職の称号（Praetor urbanus ＝都市の長）だった。プレトリウスには、Pretoriusという綴りもあり、これはプレトリアとも関連がある。
- ヤーコプ・プレトリウス(1) (1530年ごろ - 1586年)：作曲家・オルガニスト。ヒエロニムスの父。
- ヒエロニムス・プレトリウス (1560年 - 1629年)：作曲家・オルガニスト。
- アントン・プレトリウス (1560年 - 1613年)：プロテスタントの牧師。魔女裁判や拷問制度に反対した人文主義者。
- ミヒャエル・プレトリウス (1571年ごろ - 1621年)：作曲家・音楽理論家・オルガニスト。一族では最も有名。
- ヤーコプ・プレトリウス(2) (1586年 - 1651年)：作曲家・オルガニスト・音楽教師。ヒエロニムスの息子。
- クリストフ・プレトリウス (1609年没)：作曲家。ミヒャエルの叔父。